# Flughafen Hannover
Flughafen Hannover-Langenhagen også benævnt Hannover Airport, Langenhagen Airport (IATA: HAJ, ICAO: EDDV), er en international lufthavn tæt på den lille by Langenhagen, 10 km nord for Hannover, i Region Hannover, i delstaten Niedersachsen, Tyskland.

## Historie
Efter kun 5 måneders byggeri indviedes 26. april 1952 terminalbygningen og en 1680 meter start- og landingsbane. Den nye lufthavn afløste Flughafen Hannover-Vahrenwald der ikke længere kunne udvides på grund af dens placering tæt på Hannovers centrum. Samtidig med åbningen kom flyselskaberne British European Airways, SAS og Pan Am til. I årene efter startede også KLM (1953), Air France (1954) og Lufthansa (1955) ruter fra lufthavnen.
I 1956 begyndte de første charterfly at afgå fra Hannover. Det var ruter til Mallorca og Costa Brava. 7. oktober 1956 åbnede Lufthansa ruten Hamburg-Hannover-Frankfurt med et DC-3 fly. 4 rejsearrangører fløj i alt 130 charterflyvninger i 1957.
2 millioner passagerer brugte i 1970 lufthavnen og i 1971 startede Condor en rute til Palma de Mallorca med et Boeing 747-100 fly. Samme år åbnede politiet en helikopterdeling med base i Langenhagen. De opererer i dag med flere helikoptere fra stedet. 
De 3 terminaler betjente i 2008 5.637.965 passagerer og er dermed Tysklands 9. største. Royal Air Force bruger den militære terminal D til transport af personel.